# Gerhard Korb (Genealoge)
Gerhard Korb (* 18. Dezember 1898 in Liegnitz; † 15. August 1996 in Regensburg) war ein deutscher Genealoge und Herausgeber.

## Leben
Bereits in jungen Jahren beschäftigte sich Gerhard Korb mit der Familienforschung. In seinem Korb'schen Sippenarchiv zu Liegnitz sammelte er genealogische Daten aus erzgebirgischen Bergstätten, die zuletzt 60.000 Karteikarten umfassten und Ende des Zweiten Weltkrieges vernichtet wurde.
Nach dem Krieg gründete er das Korb'sche Sippenarchiv in Regensburg erneut und gab auch das um 1700 entstandene Tagebuch der Reise nach Rußland von Johann Georg Korb  heraus. In seinen 1955 erstmals erschienenen Heften Die Fundgrube. Eine Sammlung genealogischen Materials offerierte Gerhard Korb genealogisches Material vomehmlich aus Franken und dem Erzgebirge. Mitte der 1980er-Jahre wurde die Reihe eingestellt.
Korb fertigte zudem mehr als 24.000 Reproduktionen von historischen Porträts an und stellte diese anderen Familienforschern zur Verfügung. Die Negative seiner Reproduktionen hat Korb am Ende seines Lebens dem Verein Der Herold in Berlin vermacht. Die Namen und Daten der Reproduktionen sind in der Heftreihe „Bilder unserer Ahnen“ der Fundgrube enthalten, die auch Daten über Ehepartner, Orte und Jahre wiedergeben.
1962 gehört Gerhard Korb zu den Gründungsmitgliedern der Arbeitsgemeinschaft für mitteldeutsche Familienforschung (AMF).
Gerhard Korb war seit 1926 mit Luise geb. Semmler (geb. 1907) verheiratet.

## Werke
- Verzeichnis der von Gerhard Korb herausgegebenen Schriftenreihe Die Fundgrube

## Belege
1. ↑  Mauersberger, Johanes Rolf: In memoriam Gerhard Korb. In: Familienforschung in Mitteldeutschland. 1997, S. 97.
2. ↑  GEDBAS-Datenbank https://gedbas.genealogy.net/person/show/1235430367, abgerufen am 25. März 2023.

| Personendaten    | Personendaten                       |
| ---------------- | ----------------------------------- |
| NAME             | Korb, Gerhard                       |
| KURZBESCHREIBUNG | deutscher Genealoge und Herausgeber |
| GEBURTSDATUM     | 18. Dezember 1898                   |
| GEBURTSORT       | Liegnitz                            |
| STERBEDATUM      | 15. August 1996                     |
| STERBEORT        | Regensburg                          |